# 麥田捕手
《麥田捕手》（英語：The Catcher in the Rye），中國大陸譯為《麥田裡的守望者》，为美国作家J.D.塞林格于1951年发表的长篇小说。這部有爭議的作品原本是面向成年讀者的，但迅速因其青春期焦慮和隔絕的主題而在青少年讀者中流行。
該書以主人公霍爾頓·考爾菲德第一人稱口吻講述自己被學校開除學籍後在紐約城遊蕩將近兩晝夜，企圖逃出虛偽的成人世界、去尋求純潔與真理的經歷與感受。
該書于1951年出版之後，立刻引起巨大的轟動，受到讀者──特別是青年人──的熱烈的歡迎，被翻譯為多國語版。小說每年大約有250,000本售出、總計為6500萬本。《時代雜誌》將《麥田捕手》列在“2005年度百大英語小說（自1923年起）”榜上，現代圖書館及其讀者也將其列在20世紀百大英文小說榜上。讚賞者認為本書用青少年的口吻平鋪直敘，增加了作品的感染力，傳神地描寫主角的內心思維，並說出了青少年不滿成年世界充滿虛偽欺瞞的心聲。批評者則認為書中主角離經叛道，逃學、吸菸、喝酒又滿嘴粗話，會給年輕讀者帶來不良影響。當時許多圖書館及學校將之列為禁書，並被列在America library Associations上。但現在這本書卻是許多美國學校的指定讀物。有的評論家說，它「大大地影響了好幾代美國青年」。而且有學者認為，霍尔顿是當代美國文學中最早出現的反英雄形象之一。

## 概述與內容
该书的书名来自于主人公霍爾頓同他妹妹斐琳（Phoebe）的对话：
我將來要當一名麥田裡的守望者，有那麼一群孩子在一大塊麥田裡玩。幾千幾萬的小孩子，附近沒有一個大人，我是說──除了我。我呢，就在那混帳的懸崖邊我的職務就是在那守望，要是有哪個孩子往懸崖邊來，我就把他捉住──我是說孩子們都是在狂奔，也不知道自己是在往哪兒跑──我得從什麼地方出來，把他們捉住。我整天就幹這樣的事，我只想做個麥田裡的守望者。
 — 主人公， J. D. Salinger作品 The Catcher in the Rye，施榮譯本《麥田裡的守望者》
不管怎樣，我老是想像有一大群小孩子在一片麥田裡遊戲的景象。成千成萬的孩子，沒有人在旁邊──我是說沒有大人──除了我以外。而我站在一個非常陡的懸崖邊。我幹什麼呢？我必須抓住每一個向著懸崖跑來的孩子──我是說如果他們跑著跑著而未注意他們所跑的方向。那麼我就從懸崖邊出來抓住他們，那就是我成天要做的事，我要做個麥田捕手。我知道那很狂，但這是我真正想要做的事。我知道那很狂。
 — 主人公， J. D. Salinger作品 The Catcher in the Rye，賈長安譯本《麥田捕手》
“Anyway, I keep picturing all these little kids playing some game in this big field of rye and all. Thousands of little kids, and nobody's around - nobody big, I mean - except me. And I'm standing on the edge of some crazy cliff. What I have to do, I have to catch everybody if they start to go over the cliff - I mean if they're running and they don't look where they're going I have to come out from somewhere and catch them. That's all I do all day. I'd just be the catcher in the rye and all. I know it's crazy, but that's the only thing I'd really like to be.”
 — J.D. Salinger, The Catcher in the Rye
香港与台湾将本书翻译为《麥田捕手》，中国大陆的主流版本为施咸荣所翻译的《麥田裡的守望者》，书于1983年被引入并翻译，“Catcher”原意是棒球队的“捕手”，由于当时棒球运动在中國大陸不为大众所熟悉，“Catcher”被译作“守望者”。 又因为“守望者”一词的中文含义，经常在表达终极关怀的主题时被引用，产生了广泛的衍生传播。
周六下午，賓夕法尼亞州埃傑斯鎮的私立賓斯預科學校（Pencey Prep）正與對手薩克遜·霍爾中學進行橄榄球比賽，霍爾頓的故事從這裡開始。可是霍爾頓一上來就不走運，他誤了比賽賽點。而且作為擊劍隊領隊，霍爾頓把運動裝備落在了紐約地鐵裡，導致比賽被迫取消。霍爾頓又因學校成績多科不及格（除英文）而被學校開除，責令在聖誕節後離開學校。聖誕節從周三開始，霍爾頓前往歷史老師斯潘賽先生家，想跟他道別。斯潘賽是個友善、啰嗦的老人，霍爾頓曾經給他寫信，好讓他不因為給自己歷史課打不及格而自責。但出于意料的是，斯潘賽先生朗讀了霍爾頓的歷史卷子，霍爾頓對此十分厭惡。
胡登回到了自己的宿舍，宿舍裡靜悄悄的，絕大多數學生還在球場看比賽。胡登帶上自己的紅色獵手帽，開始看書。但書沒看多久，隔壁宿舍的艾克萊跑來打擾他，不一會，艾克萊與胡登的室友史曲萊特（Stradlater）吵了嘴。胡登曾為史曲萊特捉刀寫了一首詩，內容為弟弟凱立的棒球手套，但史曲萊特對此不屑一顧。史曲萊特沉迷女色，他剛與胡登的老朋友珍·伽拉格（Jane Gallagher）約會回來。胡登對此倍感憂慮，擔心史曲萊特會占珍的便宜。然而史曲萊特與胡登的風格不同，他甚至將珍叫成了琴（Jean）。兩人不禁扭打在一起，史曲萊特輕鬆獲勝。此時，胡登認為自己受夠了賓斯學校。他決定在旅館借宿到週三，然後回家過聖誕節。
胡登住進了破敗的愛德蒙旅館。看到對面旅館客房裡“墮落”的行為，他為自己的性問題而糾結。雖然他稱自己有多次機會失身，但每次時間都不對。每次女孩對他說“不”的時候，他都表示尊重。晚上，他在旅館大廳裡與三名女遊客跳舞，她們來自西雅圖，年紀約三十左右。胡登與其中的一位跳舞時感到很開心，但隨後什麼也沒有發生。女遊客們似乎與胡登搭不上話，著令他很苦惱。胡登跑到格林威治村的厄尼夜總會，但過得相當糟。他在那裡點了一名妓女桑妮（Sunny），招她來自己客房。然而，當她來到客房時，胡登發現女孩和自己年齡相仿，當女孩脫去上衣時，胡登感到不知所措，於是他告訴女孩自己不過是想找人聊天。女孩煩躁不安，轉身離開。雖然胡登按時付費，但女孩依然帶著老鴇摩里斯（Maurice）回來，向他索要更多的錢。桑妮從胡登的錢包裡拿走了五美元，摩里斯則照著肚子給了他一頓拳打腳踢。
小睡片刻後，胡登給他經常約會的薩麗·海斯（Sally Hayes）通了電話，約她下午出來看戲。在此期間，胡登離開了旅館，在大中央車站取了行李，吃了頓不算早的早餐。他遇到了兩個修女，其中一個是英文老師；胡登與她聊了會兒《羅密歐與朱麗葉》。他隨後給他10歲的妹妹斐琳買了一張特輯「小小的雪莉·比恩斯」。胡登看見一個小孩子在唱“如果有人在麥田裡捉住了他”，覺得不那麼沮喪了。胡登與薩麗在百老匯看了阿爾弗雷德·倫特和琳恩·方坦主演的歌劇後，倆人去無線電城滑冰。在喝可樂的時候，胡登突然邀請薩麗與他一道逃亡荒野去，到無人認識她倆的地方。對於胡登的邀請，薩麗回絕了。這讓讓胡登感到受挫，於是他說道：“你真是討人厭極了，我老實告訴你說。”話剛出口，胡登立即後悔，薩麗轉身離開，胡登趕忙追去，請求她的原諒。最後，胡登厭煩了，放棄了，在無線電城音樂廳看了會兒聖誕節演出，然後喝了個爛醉。在整部小說裡，胡登一直在為中央公園環礁湖的鴨子們擔心。他去找鴨子，但是中途弄碎了給斐琳的特輯，胡登感到十分沮喪。身心疲憊加上皮夾空空如也的胡登決定偷偷回家去看他的妹妹斐琳。
胡登在城裡的時光可謂又醉又孤獨。他回憶起小時候常去的自然歷史博物館。在將自己的成長經歷與愛斯基摩人雕塑對比後，他發現兩者都沒有任何改變。這種想法也可能是由於弟弟艾里的死造成的。胡登趁父母不在時溜進了公寓，去看他的小妹妹斐琳。斐琳是他的摯友，是唯一能與他交流的人。與斐琳的交流使他感動痛哭。此時，胡登腦子裡充滿了幻想（他誤聽了羅伯特·伯恩斯的《經過麥田》）：在懸崖上有一片麥田，一群孩子在上面追逐戲耍，而他則是唯一的監護人。他的任務是當孩子走進懸崖邊時抓住孩子，即“麥田捕手”。出於這種幻覺，胡登相信作為“麥田捕手”，他的使命就是守護孩子們的純真。
當父母回來時，胡登溜出了屋子，去找他從前的英語老師安托里尼先生。胡登很尊敬安東里尼先生，後者對他進行人生開導，並提供他休息的地方。安托里尼先生認為“一個不成熟男子的標誌是他願意為某種事業英勇地死去，一個成熟男子的標誌是他願意為某種事業卑賤地活著”，這與胡登所認同的“麥田捕手”將孩子們從成人世界的邪惡中拯救出來的觀點大相徑庭。在說教過程中，安多里尼先生用高球杯上了一些雞尾酒。胡登一覺醒來，發現安多里尼先生正在撫摸他的頭，覺得這樣做太“同性戀”。他頓時感到迷茫不安，轉身離開，在城裡閒逛，打發他最後一個下午。在此之後，他琢磨自己對安托里尼先生行為的態度是否合理，或者說安多里尼先生的“同性戀”動作只是他的習慣。
胡登決定西行，去過與世隔絕的生活。週一早上，當他跟小妹妹斐琳談起此事時，斐琳表示要跟他一起去。胡登拒絕帶上斐琳，斐琳十分不高興，胡登只好打消這個念頭。為了哄斐琳開心，胡登帶她去中央公園動物園。當他做在板凳上在雨中看到斐琳坐上旋轉木馬時，頓時感到異常的高興、幸福。在小說末尾，胡登對當下情況閉口不言，認為這不合理。他暗示自己“不舒服”，住進了精神病院，並提到九月份他會去另一個學校讀書。在被問及今後是否要好好學習時，胡登認為未來還未發生，回答為時過早。胡登至此什麼都不想說了，因為他發現自己思念史曲萊特、艾克萊兩位同學，甚至包括打他的老鸨摩里斯。他告訴讀者，講述自己的經歷會讓你思念起每一個擦身而過的人們，無論曾經他是多麼的令人厭惡。

## 人物分析
胡登（Holden Caulfield）是小說的主人公，也是小說的敘述者。在小說中他只有十六歲。
胡登是一個有鮮明反叛心理的青少年。作為一個新時代反叛式的少年，他和社會、家庭的深深的隔閡在小說中隨處可見。在小說的開始，小說就寫到他和父母親很少有親密的接觸和溝通，他們常常“大發脾氣”。父母親除了作為他的經濟來源，似乎沒有別的意義。雖然母親對他的關愛讓他心動，以至在被學校開除，流浪在外的時候，對母親有深深的負疚感，但是他和母親顯然沒有知心的話語。
胡登對憑個人努力奮鬥在社會上贏得身分和地位的“理想”人生模式深惡痛絕。從小說的描寫中，我們似乎可以發現，胡登的父母有過奮鬥和成功的青少年時代，但是他對他們的經歷毫無興趣。父母親的經歷，和他似乎沒有任何關係。“我父母在生我之前幹些什麼，以及諸如此類的大衛·科波菲爾式廢話，可我老實告訴你，我無意告訴你這一切。首先，這類事情叫我膩煩。”當他和妹妹談到父親身為律師名利顯赫時，他說律師不一定都是秉持公正，為別人做事，只是為自己得點私利，圖慕虛榮，“打高爾夫球，打橋牌，買汽車，喝馬提尼酒，擺臭架子。”對哥哥D.B.，胡登也嘲諷有加。D.B.是一個作家，在好萊塢做事，在小說中，我們看到他的處境還真是不錯，“他剛買了輛“美洲豹”，那是種英國小轎車，一個小時可以駛兩百英里左右，買這輛車花了他將近四千塊錢。”然而在胡登的眼裡，D.B.好似一個得勢張狂的小丑，在好萊塢當了“婊子”。
胡登厭惡散發著陳舊氣息的舊東西，尋找新的生活。眾望所歸的名校賓斯，在他的眼中不值一文。老師斯本賽可以說是學校的化身。當他去拜訪這位老師的時候，老師的房間“到處是藥丸和藥水，鼻子裡只聞到一股維克斯滴鼻藥水的味道。”“老斯本賽穿著件破爛不堪的舊浴衣，大概是他出生那天就裹在身上的。”雖然老師讀的是高雅的文學雜誌，但是在胡登的心目中更多了幾分荒唐可笑。
對胡登來說，“虛僞”是他深惡痛絕的東西。社會上尤其是成人世界的虛僞和勢利，讓胡登感到異常厭惡。胡登雖然家境優裕，在自己身在貴族名校，但是他對他的境況不以為然。每當有人對他身為賓斯學校的學生表示羨慕時，他總是以鄙夷的神情回報。在他的眼裡，前此開除他的學校愛爾敦·希爾斯學校的校長是頂級的僞君子，“是我生平見到的最最假仁假義的雜種”。他追慕虛榮，巴結權勢，醜態百出。“我受不了這類事情。它會逼得我發瘋，會讓我煩惱得神經錯亂起來。”歷史老師斯本賽先生在他看來雖然還算得上一個“好教師”，“為人的確挺不錯”在他即將離開賓斯的時候，他還造訪這位老師，向他道別。然而，“連他們也都是假模假式的僞君子”。“他上歷史課的時候，只要校長老瑟默進來在教室後面一坐下⋯⋯說一些粗俗的笑話，老斯本賽簡直連命都不要了，馬上露出滿面笑容，吃吃地笑個不停，就好像瑟默是個混帳王子什麼的。”賓斯學校的老校友，最熱心的無非是在 一扇廁所門上找到“九十年前”刻在上面的“那個混賬傻名字的縮寫”。
在他看來，進入成人世界之後，虛僞和勢利在所難免。以那些身價顯赫的律師為例，他們也許會真的出去救人性命，但“真正的動機是想做一個當紅律師，只等審判一結束，那些記者什麼的就會全向你湧來，人人在法庭上拍你的背，向你道賀，就像那些下流電影裡演出的那樣。”這樣十足的“僞君子”，為胡登所不齒。成人世界的虛僞往往表現為對功利的追求。如老師安托里尼所教誨他的：“沒有成熟的人標記是，他願意為某種事業英勇地死去，而一個成熟的人，他願意為某種事業卑賤地活著”。這種以“卑賤”為“成熟”的人生哲學，在他的心中引起反感。他覺得老師、父母要他讀書上進，無非是要他“出人頭地⋯⋯以便將來可以買輛混帳凱迪拉克”。
在他同齡人中，他最反感的就是外表光鮮體面，其實龌龊邋遢，內心委瑣卑劣的人。他把同房同學史崔德萊塔鄙視為“私底下邋遢”但“外貌總是挺不錯”的虛僞的家伙。他刮臉用的剃刀“鏽得像塊爛鐵，沾滿了肥皂沫、鬍子之類的髒東西”，但“他打扮妥當以後，外貌倒挺漂亮⋯⋯他自以為是西半球上最漂亮的男子。”而他的女友薩麗，也是一個裝腔作勢的女子，總是聲稱她認識很多人，“裝出一副迷人的樣子”，不失時機地顯示自己的社交能力。對也許只見過一面的人顯示出有二十年的交情。“真正叫人作嘔”。
對虛僞的厭棄，相伴著胡登對真誠的向往。童年時代在他看來是最聖潔的時代，弟弟和妹妹如那個世界最聖潔的天使。他們都有可愛的紅頭髮，夏天，妹妹斐琳“總把頭髮一古腦兒紮在耳朵後面。她的耳朵也挺小挺漂亮⋯⋯你見了準會喜歡她。”在胡登心目中，弟弟是全家的孩子中最聰明的。雖然他已不在人世，可是胡登在困惑之時常常呼喚弟弟的靈魂，尋求心靈的支撐。妹妹斐琳是他唯一能交心的人，雖然她並不完全理解他。胡登幻想一種遠離塵囂的田園式生活。這和他對真的向往是一脈相承的。他向莎麗講了他的理想，得到的回應卻是非常冷淡。莎麗寧願作父母親的“乖寶寶”，擔心如果出家在外沒有錢將如何生存。在與莎麗的比較中，胡登的境界和向往更加鮮明。當胡登在街上無意聽到一個孩子吟唱“麥田裡的守望者”的歌，他的心為之神往，決計要做一個童真的兒童世界的守護者：“我老是在想像，有那麼一群小孩子在一大塊麥田裡做遊戲。幾千幾萬個小孩子，附近沒有一個人——沒有一個大人，我是說——除了我。我呢，就站在那混帳的懸崖邊。我的職務是站在那兒，要是有哪個孩子往懸崖邊奔來，我就把他捉住——我是說孩子們都在狂奔，也不知道自己是在往哪兒跑，我得從什麼地方出來，把他們捉住。我整天就幹這樣的事。我只想當個麥田捕手。”這段經典的獨白，體現了胡登美好的人生理想。荷頓在意識上自詡為一個拯救下一代的人，他在麥田中作一名捕手，幫助每一個鄰近懸崖邊緣的孩子。懸崖成為一種象徵，是精神存亡的關鍵抉擇點。
胡登看透了成人世界的惡濁和不平，在他自己尋找身分的歷程中，也受盡了挫折。他想守住天真無邪的孩子生活之一片淨土，他奮力和無賴史崔德萊塔打架，也是為了守護和珍的一份純真的感情。在此，胡登的反抗意識也得到了充分的體現。在旅店招妓，本來是一件金錢和性的交易，但是胡登卻一心想和妓女談談，自然被對方引為笑柄。在此，作者著意設計出一位相貌年輕，卻濃妝豔抹，俗態百出，顯得閱歷頗深的妓女，和胡登對真誠的探求形成比照。那為妓女和胡登年紀相仿，本來極可能是心有相通的純情少年，為什麼他們的處世態度卻如此不同？
胡登的性格有相當的複雜性。他希望早日進入成人的世界，是一個對成年人的生活充滿向往的青少年。在紐約的酒吧，他裝作成年人喝酒。在為如何處置來訪的妓女的矛盾心理中，他給自己找了一個最“恰當”的理由：尋找性生活的經歷，為將來結婚做準備。但是，成人世界的邪惡、虛僞和勢利，又讓他避之不及。在他看來，進入成人的世界，就意味著失去少年的童真。小說寫到他的同房同學，身心方面都是十分“成人”，然而胡登深信不疑他用卑下的手段侵犯了他所鍾愛的女友，然後做出得意氣盛的樣子取笑他。當歷史老師重複校長瑟默博士的話，用人生是“按照規則進行比賽的球賽”的大道理來教訓胡登時，胡登十分不以為然。他認為人生的球賽的雙方勢力無法均衡。沒有實力的一方永遠成功無望。他自己作為一個求真求善卻勢單力薄的少年，無法在充滿欺詐和傾軋的世界生存。
胡登性格的複雜性，多半是由于他所出的生活環境，以及他作為一個16歲的少年判斷和理解力的局限性。胡登的性格異常敏感。由于在探尋生活的歷程中屢屢碰壁，更促成了他敏感、焦躁、易衝動、不自信的青春期心理。胡登對是非曲直有清晰的判斷，對美醜善惡從不掩飾自己的感情。他樂于接受和承認他認為“不錯”的東西，對成人世界沒有一概而論地否認；當他有不滿之處時，他毫不掩飾自己的觀點。但是，他的判斷往往自己都不能信服。他對老師安托里尼本來尊敬有加，但是當發現老師在他睡夢中撫摸他的額頭時，突然感覺到安托里尼是一個同性戀者，落荒而逃。但事後又有點後悔，他又不敢肯定自己的判斷是正確的。“我心裡想著這一切，越想越泄氣。我是說我開始想到我或許應該回到他家去。或許他只是隨便拍拍我的頭。反正我越想這件事，心裡就越泄氣，精神也越沮喪。”其實，對老師安托里尼的判斷，多半是由於此前他面對了另外一位同性戀者。而小說寫到他在去年聖誕節前有過一段“荒唐生活”時，似乎又是在暗示胡登少年的身心曾受到挫折和創傷，對安托里尼如此過激的反應，也在情理之中。在胡登的內心深處，鮮有一片未被踐踏過的聖土。當妹妹斐琳熱情擁抱他時，在旅店和妓女的一幕在潛意識中回到胡登的記憶中，再加上腦海中史崔德萊特和他在一起的惡夢縈繞，讓他對妹妹自然而純情的親暱舉動感到局促不安。胡登有很多思考和判斷的“盲點”，這更加彰顯了他的困惑以及不確認的心態。他在旅店受到電梯工和妓女的敲詐，在酒吧受到幾位女遊客的嘲弄，但是緊接著他又遇到了善良可愛的修女。她們生活簡樸，卻出走四方，征募善款。電梯工和妓女敲詐了他的十塊錢，還留給他穢言惡語；而修女接受了他十塊錢的捐贈時，卻對他滿心贊許。少年如胡登，無力把這些迥然不同的圖片塊拼接成一個完整的生活圖景。他總是想做一些顯示自己成熟長大的事，想在一個新的人生層面找到自己的位置，但是他的舉動，總是現出他是一個涉世不深的少年，他所采用的方法，常常為“大人”的世界引為笑柄。

## 艺术风格

### 小说的悲剧色彩
胡登的生活籠罩著悲劇的陰影。他就說自己經歷了“倒楣的童年”，聰明可愛的弟弟夭折，給他內心造成極大的傷害，也給他的生活籠罩上了陰影。悲痛欲絕的他“用拳頭把汽車間裡的玻璃窗全都打碎，以致大人們要送我去作精神分析”。在日後弟弟可愛的身影總是出現在他腦海中，成了他的魂魄所繫。弟弟的死給母親帶來了巨大的痛苦，也使她精神極度憂鬱。而他被開除，又將給母親帶來沉重的打擊。每當想到這點，他的心中就受到極大的折磨。而且他懷疑唯一鍾愛的青梅竹馬珍與無賴同學史崔德萊特有性行為。妹妹的童真，卻時時受到她的學校牆壁上髒話的威脅⋯⋯在胡登的眼裡，所有美好的東西都是那麼脆弱，而且危機四伏。

### 语言特色
小说用第一人称的手法，从一个中学生的角度，用中学生的口吻和措辞来叙述，既真实可信，有“如闻其声”之功效，又成功地体现了小说的主题。小说使用了大量的俗语和粗话，直接体现了小说的反传统的特点。同时，小说也有意识流文学的风格。
小說有異常強烈的諷刺意味。胡登是一個充滿理想的人，他想作一個“麥田捕手”，看護那些天真無邪的兒童；他想離家出走，遠離塵囂，過田園般的純樸生活。但是，現實生活中，他的理想卻被一一擊破。他抱著美好的幻想去學校找妹妹斐琳，眼睛看到的卻是牆壁上書寫的粗穢詞語。當他覺得一切都將如他作願，向妹妹話別之後就可以踏上離家的旅程之時，妹妹斐琳卻執意要求要隨他同去。胡登心頭一陣驚恐，他是想到菲碧會因此放棄她最愛的聖誕節戲劇演出，他一想到菲碧預備要做出的犧牲，就生氣的差點打了她。菲碧哭了，荷頓開始後悔，便說自己不走了，下午願意帶她去動物園玩。當他看到妹妹菲碧在旋轉木馬上穿著藍色外套，轉了一圈又一圈的樣子時，被妹妹的純真所打動，決定和妹妹回家。他的幻想是自己遠離家庭和這個“惡濁”的社會，標誌著自己成熟長大，而妹妹這樣“天真無邪”的兒童在舒適的家居生活中各得其所。然而妹妹執意隨他同去，在他描繪的美妙圖畫上塗了極不和諧的一筆。
評論認為，小說準確地反應了當時青春期俗語的用法。如：
- "Phony"：膚淺的、虛偽的、假裝的。
- "That killed me"：太可笑了或太令人吃惊了。
- "Flit"：同性恋。
- "Crumby"：不足、不够、或令人失望的。
- "Snowing"：谄媚、奉承。

當時還在冷戰時期，蘇聯境內俄語版的翻譯麗塔·萊特（Rita Rait)女士就對書中人物對話中的粗口很頭疼，不好翻譯。在共產社會的審查制度下粗言穢語不見容於出版品，會被刪除。
Rita Rait只能用貼切其意又不會被找碴的語意用法來表現書中人物的口吻語氣。

## 歷史
塞林格的其它小說中有許多人物類似《麥田捕手》。在哥倫比亞大學維特·本奈特的課上，塞林格寫了短篇“年輕人（The Young Folk）”，其中的一個人物被稱為“薩麗·海斯的鉛筆畫原型”。1941年11月，塞林格寫了故事“麥迪遜的小叛亂（Slight Rebellion off Madison）”，主打胡登·考爾菲德。小說送交了《紐約客》，但由于第二次世界大戰的緣故直到1946年12月21日才得以出版。故事“我瘋了（I'm Crazy）”發表于1945年12月22日，由Collier's雜志出版，其中有許多元素在日後被用在了《麥田捕手》中。1946年，《紐約客》同意出版有關胡登·考爾菲德的手稿，長達90頁，但不久被塞林格收了回去。

## 解释
作家布鲁斯·布鲁克发现霍尔顿的态度始终没有改变，说明他没有成长。这意味着故事与其它青年文学不同。與之持相反意見的是作家、學者路易斯·梅南迪，他認為老師布置這本小說是因為結尾樂觀，教育青春期讀者們“疏遠不過是階段性的”。布魯克堅持胡登只是年少氣盛，梅南迪則稱胡登擁有成年人的思維，可以准確地分析人物動機。例如，當斐琳稱她想同胡登一同西行時，他立刻拒絕，即使這會讓斐琳失望。胡登在青春與成人的問題上徘徊不定。當他認為自己比成年人聰明、成熟時，他卻為此多愁善感。"I felt sorry as hell for" 是他的口頭禅。
彼得·贝德勒（Peter Beidler）在他的《J.D.塞林格的〈麥田捕手〉读者伴侣》中找到了妓女桑妮提到的电影。她在第十三章中说在一部电影中，一个男孩从船上掉了下去。这部电影是《勇敢船长》，由史賓塞·屈賽主演。桑妮称霍尔顿与那个男孩子长得挺像的。贝德勒在第28页上写道男孩就是费雷迪·巴塞洛缪主演的角色。
考爾菲德家的孩子都有文學才智：D.B.在好萊塢寫劇本；胡登崇拜D.B.的寫作才能（胡登的寫作課成績最好），但他反感好萊塢大片，覺得它們本質上“虛偽”，作者自己沒有想象空間，甚至認為D.B.去好萊塢寫劇本時“把自己順奸”而已。艾里為自己的棒球手套寫詩；斐琳寫日記。“麥田捕手”對于胡登來說是個類比，他努力在成人世界中尋找童真，如天真、善良、自然、公益。從懸崖上掉下去可以被視為步入他所強烈批評的成人世界。在此之後，斐琳與胡登在“捕手”與“失足者”上互換角色；他把象征捕手的獵人帽給了她，自己成了失足者，而斐琳成了捕手。

## 迴響
《麥田捕手》位列20世纪最佳小说之林。小说出版后不久，纳什·K·伯格（Nash K. Burger）写给《纽约时报》称小说为“少见的杰作”，詹姆斯·斯特恩（James Stern）则模仿霍尔顿的语气，为小说送上钦佩之词。.美国前总统乔治·赫伯特·沃克·布什称小说为“了不起的作品”，并称它启迪了自己。 2009年6月，BBC的芬洛·盧勒（Finlo Rohrer）寫道小說問世已有58年之久，但依然是“青春期的定義之作”。胡登常常憤世嫉俗、郁郁寡歡、離群索居、與世隔絕、迷失方向、玩世不恭”。亞當·戈普尼克認為小說與美國文學中的《了不起的盖茨比》、《哈克歷險記》並列為“三部完美之作”，稱“在對紐約50年代的捕捉上，沒有哪一部作品可以與《麥田捕手》並駕齊驅。”
并非所有评论都是积极的；与其他评论家一样，卢勒写道：“笼罩在神秘之中的小说并没有满足读者的期待，这让人感到失望。塞林格助长了这种神秘感，或者说，他什么都没做。”论道小说风靡与争议的背后缘故时，称小说“捕捉到了青春期存在的焦虑”、“中心人物复杂”、“对话风格平易近人”；与此同时，一些读者可能会对“纽约40年代的俗语”、“人物的自恋”、“过多的牢骚”表示反感。

## 争议
1960年，奧克拉荷馬州塔爾薩的一位老师因在班上教授该小说而被开除，之后又被復職。在1961年到1982年中，《麥田捕手》在美国高中、图书馆被禁。1981年，小说在美国受到最严格的审查，同时也是高中第二必读。根据美国图书馆协会的资料，小说在1990至1999年间位列最具挑战性书目榜第十。小说虽然有三年没有出山，但于2009年再度上榜。这主要源自与霍尔顿的粗口、性描述、亵渎言語、無視家庭倫理和道德准則。霍尔顿是个反面教材，好叛逆、酗酒、撒谎、性滥交。抗議者大多沒有讀過小說。高中教師謝莉·凱勒·蓋奇（Shelley Keller-Gage）在班上教授小說，面對抗議，她稱“抗議者和胡登一個德行⋯⋯他們在試圖成為麥田捕手。”副作用是人们争相订阅小说，而这是前所未有的。
幾起槍擊案與小說有關，這包括勞勃·約翰·巴窦槍擊蕾貝卡·謝弗，約翰·欣克利刺殺罗纳德·里根未遂。馬克·大衛·查普曼槍擊了約翰·列侬，當查普曼被捕時，警方從他的副本中發現了這樣的話：“親愛的胡登·考爾菲德，自胡登·考爾菲德，這是我的陳述。”
2009年，塞林格成功地阻止了一本将霍尔顿描述成老头子的续作在美国发行。小說作者費雷德里克·柯廷論道：“叫我無知的瑞典人吧，但是我相信在美國你不可能禁止這本書。”在同人小說的小說《60年後：走出麥田》與同人小說對比後，問題變得複雜化了。同人小說通常不被原創作者認可，但它們很少走商業路線，法律對這種非盈利行為一般不進行干預。然而，柯廷把他的作品进行了商业出版。实际上，网络上流行着各种未经认可的同人小說，塞林格在去世前也从未对此进行法律诉讼。